# 布里蒂恩鎮區 (北達科他州赫廷傑縣)
布里蒂恩鎮區（英語：Brittian Township）是位於美國北達科他州赫廷傑縣的一個鎮區。

## 地方資料
布里蒂恩鎮區的面積為92.66平方千米，當中陸地面積為92.46平方千米，而水域面積為0.20平方千米。根據2020年美國人口普查的數據，當地共有人口12人，而人口密度為每平方千米0.13人。